# Банк Англии
Банк Англии (англ. Bank of England, официальное название англ. Governor and Company of the Bank of England) — особый публично-правовой институт Соединённого Королевства, выполняющий функции центрального банка. Он организует работу Комитета по денежной политике, который отвечает за управление денежно-кредитной политикой страны.

## История
Первоначально был учреждён в 1694 году как частный акционерный банк, с целью поддержки Англии в войне с Францией. Учреждение было оформлено законом Таннеджа (Tunnage Act). Капитал банка в момент образования составлял 1 200 000 фунтов стерлингов; одновременно банку было разрешено выпустить собственные банкноты на данную сумму. В 1697 году капитал банка был увеличен с соответствующим увеличением лимита выпуска банкнот; также банк получил монопольное право на обработку платежей в пользу правительства Англии и ведение расчётов правительства. С 1751 года банк управляет государственным долгом Англии. В 1844 ему был присвоен статус центрального банка страны, в 1946 был национализирован, а в 1997 получил статус независимой публичной организации, самостоятельной в проведении денежной политики, полным собственником которой является Солиситор министерства финансов от имени правительства.
С 1734 года располагается по адресу Thread-needle Street, Лондон, в здании, спроектированном архитектором Джоном Соуном, — впоследствии оно было перестроено Гербертом Бейкером.

## Структура управления
Банк Англии управляется Советом Директоров. Он состоит из Управляющего (the Governor), двух его заместителей (Deputy Governors) и 16 членов Совета (Non-Executive Directors). Все они назначаются королевским указом после утверждения Парламентом Великобритании.
Управляющий и его заместители назначаются на пять лет, члены Совета Директоров — на четыре года. Все они могут назначаться и на следующие сроки.
Совет Директоров должен проводить свои заседания не реже одного раза в месяц. В его компетенцию входят все вопросы управления банком, кроме вопросов кредитно-денежной политики, которыми занимается специальный Комитет по денежной политике (The Monetary Policy Committee, MPC).
Председатель Банка Англии также является главой Комитета по кредитно-денежной политике. Остальные члены этого органа подбираются из числа известных экономистов, не работающих в самом Банке.

### Управляющие Банком
- 1911—1913 — Альфред Коул
- 1913—1918 — Уолтер Канлифф
- 1918—1920 — Сэр Брайен Кокейн
- 1920—1944 — Монтегю Норман
- 1944—1949 — Лорд Томас Катто
- 1949—1961 — Кэмерон Кобболд (барон Кобболд с 1960-го)
- 1961—1966 — Роуленд Баринг
- 1966—1973 — Лесли О’Брайен
- 1973—1983 — Гордон Ричардсон
- 1983—1993 — Робин Лей-Пембертон
- 1993—2003 — Эдвард Джордж
- 2003—2013 — Мервин Кинг
- 2013—2020 — Марк Карни
- 2020—н. в. — Эндрю Бейли

## Функции
Банк Англии выполняет все функции центрального банка. Наиболее важными из них предполагается поддержание стабильности цен и поддержка экономической политики Правительства, для обеспечения экономического роста. С этой целью банк решает задачи в следующих ключевых областях:
- Поддержание стабильности курса и покупательной способности национальной валюты. Для обеспечения этой цели проводится соответствующая политика процентных ставок, подразумевающая соответствие реальной ситуации инфляционной цели (на 2019 — 0,75 % годовых), которая определяется правительством[9].
- Поддержание стабильности финансовой системы, как национальной, так и мировой.

Обеспечение финансовой стабильности предполагает защиту от угроз для всей финансовой системы. Угрозы исследуются органами надзора и аналитическими службами Банка. Угрозы устраняются путём финансовых и других операций, как на национальном рынке так и за рубежом. В исключительных случаях Банк может выступать в качестве «кредитора последней инстанции».
- Обеспечение эффективности финансового сектора Великобритании.

Банк сотрудничает с рядом других учреждений для обеспечения как денежной, так и финансовой стабильности, в том числе:
- Казначейство Его Величества (HM Treasury);
- Управление по финансовому регулированию и надзору Великобритании (Financial Services Authority);
- Другие центральные банки и международные организации, с целью совершенствования международной финансовой системы.

В 1997 году был подписан Меморандум о взаимопонимании между Банком Англии, Казначейством и Управлением по финансовому регулированию и надзору, описывающий условия и принципы взаимодействия этих организаций для обеспечения общей цели повышения финансовой стабильности.
Банк Англии обладает монополией на выпуск бумажных денег в Англии и Уэльсе. Банки Шотландии (The Royal Bank of Scotland, The Bank of Scotland и Clydesdale Bank) и Северной Ирландии (Bank of Ireland, First Trust Bank, Northern Bank и Банк Ольстера) сохранили право выпуска собственных банкнот, но их эмиссия должна быть подкреплена наличием депозита в размере 1:1 в Банке Англии, за исключением нескольких миллионов фунтов, которые они имели в обороте в 1845 году. В 2002 году Банк решил продать свои предприятия по печати банкнот компании De La Rue.
С 1997 года Комитет по денежной политике несёт ответственность за установление официальных процентных ставок. Однако, вместе с тем решением о предоставлении Банку операционной независимости, в 1998 году ответственность за управления государственным долгом была возложена на новую структуру — Департамент по управлению Государственным долгом Великобритании (UK Debt Management Office), которой в 2000 году также были переданы функции по управлению финансами Правительства. С 2004 года функции регистратора для облигаций Правительства Англии (также известных как Британские государственные облигации (Gilts)) переданы компании Computershare.
2 июня 2016 года был анонсирован выпуск первых пластиковых банкнот. Полимерная купюра достоинством в 5 фунтов стерлингов, на которой изображён один из известных британских премьер-министров Уинстон Черчилль, появится в обращение с 13 сентября. Позже планируется выпустить пластиковые купюры в 10 и 20 фунтов.